# نورمان فنتون
نورمان فنتون (بالإنجليزية: Norman Fenton)‏ هو رياضياتي بريطاني، ولد في 18 مايو 1956.